# Roy Bianco & Die Abbrunzati Boys
Roy Bianco & Die Abbrunzati Boys (bis 2020 Roberto Bianco & Die Abbrunzati Boys) ist eine Italo-Schlager-Band aus Augsburg und München. Die Musiker treten unter Pseudonym öffentlich auf.

## Name
Kurz vor der Veröffentlichung ihres ersten Albums 2020 wurde der Bandname von Roberto Bianco & Die Abbrunzati Boys zu Roy Bianco & Die Abbrunzati Boys geändert. Roberto Bianco spielte auf den Schlagersänger Roberto Blanco an, Roy Bianco wurde als Anspielung auf Roy Black gedeutet.

## Geschichte
Die 2016 gegründete Band vertritt nach außen die fiktive Geschichte, sie sei ursprünglich 1982 in Italien gegründet und 1997 wieder aufgelöst worden.
Die erste EP-CD Lieder, für immer wurde am 26. Mai 2018 veröffentlicht. Die Band war in den Jahren 2018 und 2019 auf mehreren überregionalen Musikfestivals wie dem MS Dockville, dem Free & Easy Festival, dem Appletree Garden Festival, dem Obstwiesenfestival und dem Modular Festival vertreten und am 15. November 2019 mitwirkend beim Weltrekord der 72-Stunden-Live-Sendung von das schaffst du nie! auf ARD-alpha.
Seit 2019 existiert bei RCA Records der erste Plattenvertrag. Das Debütalbum Greatest Hits wurde gemeinsam mit dem österreichischen Produzenten Zebo Adam in Wien und Graz aufgenommen und erschien am 20. März 2020. Die gleichnamige Tour durch Deutschland, Österreich und die Schweiz wurde aufgrund der COVID-19-Pandemie verschoben. Am 7. Mai 2021 wechselte die Band zum Musiklabel Electrola.
Am 8. April 2022 erschien das zweite Album der Gruppe mit dem Namen Mille Grazie, welches ebenfalls von Zebo Adam produziert und aufgenommen wurde. Das Album erreichte Platz 1 der deutschen Albumcharts.
Aufgrund der erzielten Bekanntheit trat die Gruppe als Headliner auf Festivals wie dem MS Dockville oder Reeperbahn Festival auf, führte Soloshows im Rahmen des Tollwood-Festival in München durch und spielte Tourneen in Deutschland, Österreich und der Schweiz. Die Band gab bei einzelnen Konzerten der deutschen Antimafia-Organisation mafianeindanke Raum an ihrem Merchandisestand. Auftritte im deutschen TV gab es bei ZDF Music Impossible gemeinsam mit Conchita Wurst oder bei der ZDF-Silvestershow 2023/24 am Brandenburger Tor.
Die Zeit und der Stern sowie der Rolling Stone Italia, das DIFFUS Magazin und der Guardian berichteten über die Band.

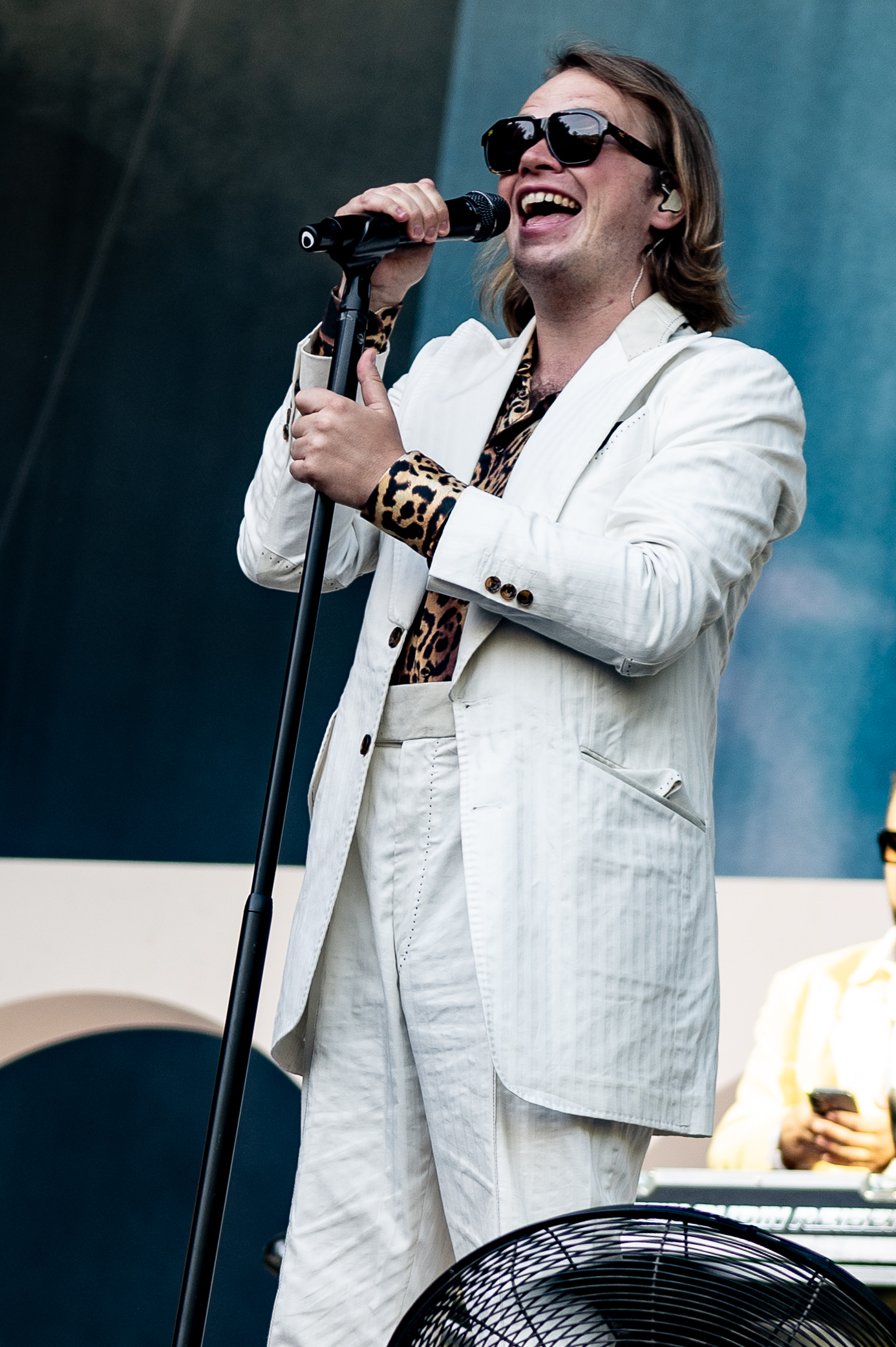
Roy Bianco auf dem Taubertal-Festival 2024

Dem 2024 erschienenen dritten Studioalbum Kult, welches wie sein Vorgänger ebenfalls auf Platz 1 der deutschen Albumcharts einstieg, folgte eine gleichnamige Tour, zu der erstmals zwei Konzerte in Italien gehörten.
Die Band trat am 6. Juni 2025 als Very Special Guest beim 40. Rock am Ring am Nürburgring auf. Der Auftritt war Teil der Eröffnung des Festivals und bis zuletzt geheim gehalten worden.
Am Abend des 20. Juli 2025 spielte die Band auf dem Deichbrand Festival, welches mit 60.000 Gästen ausverkauft war.
Anlässlich des 25-jährigen Jubiläums der Sorte Pico-Balla stellte Haribo im Juli 2025 eine Sonderedition mit Roy Bianco & Die Abbrunzati Boys vor. Als Werbesong fungiert dabei eine abgewandelte Version des Titels Bella Napoli der Gruppe. Nach Adele und Linkin Park stellt dies erst die dritte Musikkooperation von Haribo dar.

## Diskografie

### Studioalben
- 2020: Greatest Hits (Sony Music/RCA Records)
- 2022: Mille Grazie (Electrola)
- 2024: Kult (Electrola)

### EPs
- 2018: Lieder, für immer
- 2022: Die Italo-Schlager-Tapes

### Singles
- 2018: Ponte di Rialto
- 2018: Der Abschied hat immer Saison
- 2018: Schneeflocken in Calabria
- 2019: Baci
- 2019: In Palermo
- 2020: Alitalia
- 2020: Maranello
- 2020: Dolce Vita
- 2020: Capri '82
- 2021: Amore Sul Mare
- 2021: Giro
- 2021: Vino Bianco (mit Mola)
- 2021: Quanto Costa
- 2021: 7Up
- 2022: Miami Beach
- 2022: Bella Napoli
- 2022: Brennerautobahn
- 2023: Velocità
- 2023: MS Abbrunzatissima
- 2024: Goodbye, Arrivederci
- 2024: Santorin
- 2024: Sophia Loren
- 2025: Amore Mio